# مصعب العتيبي
مصعب بندر العتيبي لاعب كرة قدم سعودي من مواليد 1992.

## بداياته
المدرب البرازيلي كيكا وهو الذي كان مدربا للفئات السنية بنادى النصر هو صاحب الفضل في اكتشافه وتدرج في درجتي الناشئين والشباب والأولمبي في نادي النصر، ووقع عقد احترافي لمدة 3 سنوات مع النصر في اواخر عام 2011 م.

### مع الفريق الأول
تم تصعيده في نهاية الموسم 2013 للفريق الأول ويحمل القميص رقم 29

### مميزاته
يمتاز اللاعب مصعب العتيبي بمهاراته الفردية وقدرتة المميزة على المراوغة .

### إعاراته
أعاره النصر إلى نادي الخليج في عام 2015 لمدة موسم وقدم مع الخليج مستويات مميزة وسجل هدفاً في مرمى النصر وعاد بعدها إلى النصر واعاره النصر مرة أخرى إلى نادي التعاون وتم فسخ عقده مع التعاون بعد 5 شهور وعاد إلى النصر وأعاره النصر بعدها إلى الفيصلي .

### نادي الباطن
وقع مع نادي الباطن في عام 2017 بعد انتهاء عقده مع النصر .

### نادي العدالة
لعب فترة بسيطة في نادي العدالة .

## الحياة الشخصية
مصعب هو شقيق اللاعب عواد العتيبي.

## روابط خارجية
- مصعب العتيبي على موقع Soccerway.com (الإنجليزية)